# Pekon Susuk
Pekon Susuk is een bestuurslaag in het regentschap Tanggamus van de provincie Lampung, Indonesië. Pekon Susuk telt 709 inwoners (volkstelling 2010).